# Környe
Környe is een plaats (község) en gemeente in het Hongaarse comitaat Komárom-Esztergom. Környe telt 4466 inwoners (2001).